# Teresa Ribera Rodríguez
Teresa Ribera Rodríguez (Madrid, 19 mei 1969) is een Spaans jurist, universitair docent, hogefunctionaris en politica van de socialistische partij PSOE. Sinds januari 2020 is zij vierde viceminister-president en minister van ecologische overgang en demografische uitdaging in de tweede regering Sánchez tijdens de veertiende legislatuur. Daarvoor was zij al minister van ecologische overgang tijdens de twaalfde en dertiende legislatuurperiode in de regering-Sánchez I.

## Loopbaan
Teresa Ribera studeert af in rechten aan de Complutense Universiteit van Madrid en is gediplomeerd in staatsrecht en politieke wetenschappen aan het Centro de Estudios Constitucionales (Centrum voor Staatsrechtelijke Studies). Ze heeft verschillende ambtelijke functies bekleed, waaronder hoofd normatieve coördinatie van het ministerie voor ontwikkeling en technisch adviseur in het staatssecretariaat voor milieu. Tussen 2004 en 2008 is ze algemeen directeur van het bureau voor klimaatverandering, en tussen 2008 en 2011 is ze vervolgens onafhankelijk staatssecretaris voor klimaatverandering in de tweede regering Zapatero, tijdens de tiende legislatuurperiode. In 2011, als het kabinet na de parlementsverkiezingen van dat jaar de macht verliest, wordt ze alsnog lid van de socialistische partij PSOE. 
Ribera neemt zitting in verschillende adviesraden, waaronder de adviesraad over klimaatverandering van het World Economic Forum. Vanaf 2013 is ze werkzaam bij het Institut du développement durable et des relations internationales (IDDRI) in Parijs, waarvan ze in juni 2014 de leiding op zich neemt. 
In mei 2014 wordt door het Spaanse Openbaar Ministerie een onderzoek geopend naar het Proyecto Castor, een bouwproject van een ondergrondse opslag voor aardgas voor de kust van de provincies Castellón en Tarragona die seismische activiteit veroorzaakte op de zeebodem. Het risico hiervoor werd bekend verondersteld op het moment dat het project in 2009 goed werd gekeurd, waarbij Ribera de risicobeoordeling voor effecten op het milieu als staatssecretaris had afgetekend. In 2015 worden hier 18 personen voor in staat van beschuldiging gesteld, waaronder zich geen enkele politicus bevindt. 
Ook in 2015 gaat ze deel uitmaken van het team van Pedro Sánchez om het verkiezingsprogramma voor de parlementsverkiezingen van dat jaar voor te bereiden. 

### Ministerschap
Als tijdens de tumultueuze twaalfde legislatuur de PSOE onder leiding van Sánchez na een motie van wantrouwen de macht overneemt van de regering-Rajoy, wordt Ribera minister van ecologische overgang. Een van de eerste besluiten is het afschaffen van maatregelen van de voorgaande regering die het zelf produceren van electriciteit tegen moesten gaan, juist om deze vorm van productie aan te moedigen. Ook bereikt ze in 2018 met werkgevers en werknemers in de mijnbouw een akkoord over het sluiten van de laatste kolenmijnen in Spanje, en het investeren in alternatieven daarvoor. Voor dit initiatief krijg ze The Climate Reality Project Award. 
Als kort na de aanvang van de veertiende legislatuurperiode de PSOE een minderheidscoalitieregering vormt met Podemos, krijgt Ribera in die regering, regering-Sánchez II, de post van vierde viceminister-president, toebedeeld, naast die van minister van ecologische overgang en demografische uitdaging. In april 2020 wordt ze door Sánchez belast met het opstellen van een plan voor herstel na de coronacrisis, die, in haar eigen woorden, noodzakelijk groen en solidair is.

## Privéleven
Ribera is getrouwd en heeft drie dochters. 
- Gemeinsame Normdatei: 1342290917
- Système universitaire de documentation: 185550207
- Virtual International Authority File: 316037487